# Fuentes Calientes
Fuentes Calientes es una localidad y municipio de la provincia de Teruel (Aragón), España, ubicada en la Comarca Comunidad de Teruel. Tiene una población de 101 habitantes (INE 2018).

## Geografía
Integrado en la comarca de Comunidad de Teruel, se sitúa a 46 kilómetros de la capital provincial. El término municipal está atravesado por la carretera nacional N-420, entre los pK 623 y 625, por la carretera autonómica A-1510, que conecta con Rillo y Perales del Alfambra, y por una carretera local que permite la comunicación con Visiedo. El relieve está definido por un altiplano del Sistema Ibérico, entre la Sierra de la Costera y el Llano de Visiedo. La altitud oscila entre los 1420 metros en la Sierra de la Costera, al noreste, y los 1160 metros a orillas de un arroyo, al suroeste. El pueblo se alza a 1209 metros sobre el nivel del mar.
| Noroeste: Rillo                | Norte: Rillo              | Noreste: Rillo y Cañada Vellida |
| Oeste: Rillo                   |                           | Este: Cañada Vellida            |
| Suroeste: Perales del Alfambra | Sur: Perales del Alfambra | Sureste: Perales del Alfambra   |

## Flora y fauna
El entorno no posee abundante vegetación arbórea, salvo algunos chopos o sauces que nacen en zonas más húmedas próximas a manantiales. Sin embargo, las plantas aromáticas y arbustivas tienen una importante presencia en todo el terreno, destacando el tomillo, la aliaga y el erizón.
La escasa variedad de vegetación contrasta con la importante población de aves que habitan en el entorno. Tal es así, que ocupando parte del término municipal de Fuentes Calientes junto con el de Perales de Alfambra (a 9 kilómetros de Fuentes Calientes) se ha creado una reserva ornitológica denominada “Mas de Cirugeda”. Este espacio impulsado por la Asociación Española de Ornitología ocupa 800 hectáreas y su finalidad es proteger la fauna avícola de la zona. Los aficionados a las aves y a la ornitología pueden observar y estudiar diferentes especies como el águila real, la culebrera europea, la avutarda, los sisones, la ortega, el alcaraván, el ruiseñor, el martín pescador o el halcón peregrino entre otras.
Además de las numerosas especies de aves también podemos encontrar otros animales como la liebre, el conejo de monte y el jabalí.

## Historia
Su origen posiblemente sea medieval, pues aparece citada en el Fuero de Alfambra. Constituye una villa de pequeñas dimensiones (25 km², situada junto a uno de los caminos antiguos del Sur de Aragón, y que basa su economía en el sector agropecuario (cultivo de cereales de secano y cría de ganado ovino, principalmente) y el turismo.
Destaca por ser una zona pionera en agricultura ecológica, prueba de ello fue la creación de la empresa GARTE Ganadera S.L en el año 2005, por aquel entonces única compañía española dedicada exclusivamente a la producción de piensos 100% ecológicos. 
Posee diversos servicios como Ayuntamiento, la Asociación Cultural Las Fuentes, Multiservicio Rural Los Quiñones (bar-restaurante), Viviendas de Turismo Rural y Apartamentos de Turismo Rural.
En el apartado histórico se puede visitar su iglesia gótico-renacentista de Nuestra Señora de la Asunción, los silos ibéricos y el CIMA, Centro de Interpretación de los Molinos de Agua, un proyecto museográfico de Juan José Barragán situado en el antiguo molino.
Junto al molino se accede a un antiguo camino de la ribera del Arroyo de la Vega que conduce a los manantiales que dan nombre a la localidad. 
Algunos de estos manantiales conforman parajes naturales ideales como destino de excursiones y paseos senderistas de corta duración. El manantial de Las Fuentes posee una atalaya desde donde se aprecian bellas vistas del pueblo, además en la zona se ha habilitado un merendero y fogones semicubiertos para los excursionistas.
Otra fuente interesante es La Fuenpicada, fuente que se remonta hasta la época romana según unas fuentes, o hasta la época árabe según otras. Este manantial posee agua con propiedades medicinales gracias a su elevada concentración de hierro (aguas ferruginosas).

## Demografía
Fuentes Calientes cuenta con una población de 82 habitantes (INE 2024).
| Gráfica de evolución demográfica de Fuentes Calientes entre 1842 y 2021                                             |
| |
| Población de derecho según los censos de población del INE Población de hecho según los censos de población del INE |

## Administración y política
| Período     | Alcalde                              | Partido |  |
| ----------- | ------------------------------------ | ------- |  |
| 1979-1983   | Ismael López Galindo                 | UCD     |  |
| 1983-1987   |                                      |         |  |
| 1987-1991   |                                      |         |  |
| 1991-1995   | Julián Cirugeda Andrés               | PP      |  |
| 1995-1999   | Julián Cirugeda Andres               | PP      |  |
| 1999-2003   | Julián Cirugeda Andrés               | PP      |  |
| 2003-2007   | Valentina María Luisa Ferrer Arandia | PAR     |  |
| 2007-2011   | Tomás Escriche Arandia               | CHA     |  |
| 2011 - 2015 | Raúl Cirugeda Salvador               | PP      |  |
| 2015 - 2019 | José Luis Ferrer Arandia             | PSOE    |  |
| 2019-2023   | Iván Ferrer Rodríguez                | CHA     |  |

| Partido político    | Partido político                                   | 2003   | 2007   | 2011   | 2015   |
| Partido político    | Partido político                                   | Ediles | Ediles | Ediles | Ediles |
|                     | Partido de los Socialistas de Aragón (PSOE-Aragón) | 2      | —      | 2      | 2      |
|                     | Partido Popular de Aragón (PP)                     | —      | 1      | 2      | 1      |
|                     | Chunta Aragonesista (CHA)                          | 1      | 1      | 1      | 1      |
|                     | Ganar Fuentes Calientes                            | —      | —      | —      | 1      |
|                     | Partido Aragonés (PAR)                             | 2      | 2      | —      | —      |
|                     | Izquierda Unida (IU)                               | —      | 1      | —      | —      |
| Total de concejales | Total de concejales                                | 5      | 5      | 5      | 5      |

## Cultura

### Fiestas
- 20 de enero: se celebran San Fabián y San Sebastián.
- 24 de agosto: San Bartolomé.

- 15 de mayo: San Isidro. Se celebra una misa y se realiza una procesión al Peirón del Santo.
- "Plantar el Mayo": esta tradición tiene lugar la víspera de Pascua Florida. Aunque ha ido evolucionando con el paso de los años, originalmente los mozos (chicos solteros del pueblo) iban al campo a coger hiedra y la ponían en los balcones de las mozas, esto se hacía de noche, después cortaban el chopo más hermoso y lo plantaban en medio de la plaza.

### Artesanía
Felicidad Asensio realiza piezas de cerámica creativa en alta temperatura utilizando como principal material el gres. Página web.
En 1990 abrió su propio taller, buscando la tranquilidad del entorno e inspiración para desarrollar su trabajo.